# Майстерня Санти (парк розваг, Колорадо)
Майстерня Санти — це парк розваг, який відкрився 16 червня 1956 року в Каскаді (штат Колорадо), розташований на US Route 24 в Колорадо на захід від Колорадо-Спрінгс біля виїзду на шосе Пайкс-Пік, на північному кінці Пайкс-Пік. Створений за моделлю Майстерні Санти у Вілмінгтоні, штат Нью-Йорк, у парку є чарівне село на Північному полюсі з різноманітними магазинами, що продають іграшки, цукерки та різдвяні прикраси. У селі також розташована Майстерня Санти, де діти (і дорослі) круглий рік можуть зустрітися з Санта-Клаусом і місіс Клаус. Багато персоналу одягнено в різдвяний одяг, особливо ті, хто працює в магазинах і на вході.
У парку розваг, який найкраще підходить для дітей віком від 2 до 12 років, розташовано 28 атракціонів, багато з яких класифікуються саме як «дитячі». Для сімейного відпочинку є невеликі американські гірки, колесо огляду з найвищою висотою в Північній Америці, гігантська гірка (Гелтер Скелтер), постійного діє «Північний полюс» із льоду в центрі парку. Також є атракціони Tilt-A-Whirl, скремблер, крісельний підйомник, вузькоколійна залізниця, магічне шоу та аркада. 2014 року додано похилий трос для 2 осіб Сани Санти (швидкість 30 миль/год).
Парк зазвичай відкритий із середини травня до Святвечора та закритий із січня по травень. Станом на 2018 рік вхідний квиток коштує 24,00 доларів США на особу віком від 3 до 59 років. До 3 років і старше 60 років безкоштовно. Діють військові та групові тарифи. Парк все ще належить сім'ї Хаггард, яка відкрила його 1956 року.